# Aphanostigma iaksuiense
Aphanostigma iaksuiense är en insektsart som först beskrevs av Kishida 1924.  Aphanostigma iaksuiense ingår i släktet Aphanostigma och familjen dvärgbladlöss. Inga underarter finns listade i Catalogue of Life.